# James Whale
 James Whale   (n. 22 iulie 1889, Dudley, Anglia, Regatul Unit al Marii Britanii și Irlandei – d. 29 mai 1957, Hollywood, California, SUA) a fost un regizor de film englez, regizor de teatru și actor.   Este cel mai cunoscut pentru mai multe filme de groază: Frankenstein (1931), O noapte de groază (1932), Omul invizibil (1933) și Mireasa lui Frankenstein (1935), toate considerate în prezent clasice. De asemenea, Whale a regizat filme în alte genuri, inclusiv filmul muzical din 1936 Show Boat. A devenit din ce în ce mai dezamăgit de asocierea sa cu filmele de groază, iar multe dintre filmele sale din alte genuri au căzut în obscuritate.

## Filmografie
Ca regizor
| Titlu                                            | An   | Note             |
| ------------------------------------------------ | ---- | ---------------- |
| Journey's End                                    | 1930 | Debut regizoral  |
| Waterloo Bridge (Podul Waterloo)                 | 1931 |                  |
| Frankenstein                                     | 1931 |                  |
| The Impatient Maiden                             | 1932 |                  |
| The Old Dark House (O noapte de groază)          | 1932 |                  |
| The Kiss Before the Mirror                       | 1933 |                  |
| The Invisible Man (Omul invizibil)               | 1933 |                  |
| By Candlelight                                   | 1933 |                  |
| One More River                                   | 1934 |                  |
| Bride of Frankenstein                            | 1935 |                  |
| Remember Last Night?                             | 1935 |                  |
| Show Boat                                        | 1936 |                  |
| The Road Back                                    | 1937 |                  |
| The Great Garrick                                | 1937 |                  |
| Port of Seven Seas                               | 1938 |                  |
| Sinners in Paradise                              | 1938 |                  |
| Wives Under Suspicion                            | 1938 |                  |
| The Man in the Iron Mask (Omul cu masca de fier) | 1939 |                  |
| Green Hell                                       | 1940 |                  |
| They Dare Not Love                               | 1941 | ultimul său film |